# Pudłowiec
Pudłowiec [puˈdwɔvjɛt͡s] (deutsch: Paudelwitz) ist ein Dorf in der Landgemeinde Stary Dzierzgoń im Powiat Sztumski der Woiwodschaft Pommern in Polen. Es liegt circa 10 Kilometer nordöstlich von Stary Dzierzgoń, 29 Kilometer östlich von Sztum, und 74 Kilometer südöstlich von Danzig.